# European Indoor Championships 1990
L'European Indoor Championships 1990 è stato un torneo di tennis giocato sul cemento. È stata la 1ª edizione del torneo, che fa parte della categoria World Series nell'ambito dell'ATP Tour 1991. Si è giocato a Berlino in Germania dall'8 al 15 ottobre 1990.

## Campioni

### Singolare maschile
Ronald Agénor ha battuto in finale  Aleksandr Volkov per 4-6, 6-4, 7-6(8).

### Doppio maschile
Pieter Aldrich /  Danie Visser hanno battuto in finale  Kevin Curren /  Patrick Galbraith per 7-6, 7-6.